# 萘茜
萘茜（或称为5,8-二羟基-1,4-萘醌，5,8-dihydroxy-1,4-naphthoquinone，IUPAC名：5,8-二羟基-1,4-萘二酮，5,8-dihydroxy-1,4-naphthalenedione）是一种天然有机化合物，分子式C10H6O4，属于一种基于1,4-萘醌的二羟基萘醌，可溶于1,4-二噁烷，常温常压下为深红色针状晶体，熔点为 228−232 °C。